# Нульовий хід
У теорії ігор, нульовий хід — рішення гравця «пропустити» (тобто, не зробити хід), коли їхня черга ходити. Хоча нульові ходи проти правил багатьох ігор, вони часто корисні для аналізу цих ігор. Наприклад аналіз цунґцванґу в шахах, і евристика нульового ходу в ігровому дереві аналізу.
Нульові ходи — також важливий елемент у комбінаторній теорії ігор.